# 清水文蔵
清水 文蔵（しみず ぶんぞう、生没年不詳）は明治時代中期の地本問屋である。

## 来歴
明治中期に東京府浅草区三筋町15番地において地本問屋を営業している。豊原国周、井上探景の錦絵を出版している。

## 作品
- 井上探景 『東京市区改正予図』 大判3枚続 明治21年
- 井上探景 『憲法発布御通輦之図』 大判3枚続 明治22年
- 豊原国周 『恩愛晴関守』 大判3枚続 明治22年